# Le Prince Arthur, un poème héroïque en dix livres
 (signalé en juin 2025).
Si vous disposez d'ouvrages ou d'articles de référence ou si vous connaissez des sites web de qualité traitant du thème abordé ici, merci de compléter l'article en donnant les références utiles à sa vérifiabilité et en les liant à la section « Notes et références ».
- Archive Wikiwix
- Bing
- Cairn
- DuckDuckGo
- E. Universalis
- Gallica
- Google
- G. Books
- G. News
- G. Scholar
- Persée
- Qwant
- (zh) Baidu
- (ru) Yandex
- (wd) trouver des œuvres sur Wikidata

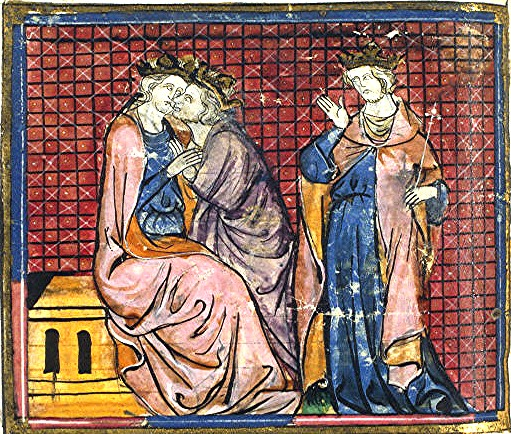
Hommage à Arthur, enluminure du XIVe siècle

Le Prince Arthur, un poème héroïque en dix livres (Prince Arthur, an Heroic Poem in Ten Books en anglais) est un poème épique anglais écrit par Richard Blackmore en 1695. L'œuvre, dans le contexte du déclin de la littérature de la Restauration anglaise, est une célébration symbolique du roi Guillaume III d'Angleterre et de la Glorieuse Révolution de 1688.
Le poème, dont la forme s'inspire de l'Énéide de Virgile, tire son sujet de l’Historia regum Britanniae de Geoffroy de Monmouth. Il narre les aventures du roi Arthur, souverain d'origine celte s'opposant à l'invasion des Saxons et reprenant la ville de Londres, ce qui constitue un parallèle transparent avec Guillaume III s'opposant au "Saxon" (Jacques II) et prenant la capitale.
John Dennis reprocha au poème sa manière servile d'adapter le texte de Monmouth, et se moqua du personnage principal, de caractère inconséquent et craintif. Le poème n'en connut pas moins trois éditions. Le roi Guillaume, en récompense, accorda à Blackmore la dignité de "médecin-d'ordinaire" (physician-in-ordinary), lui octroya une médaille en or et le fit chevalier en 1697.
Le Prince Arthur fut complété par une suite moins bien accueillie, Le Roi Arthur, un poème héroïque en douze livres.